# 石田千穂
石田 千穂（いしだ ちほ、2002年〈平成14年〉3月17日 - ）は、日本のアイドルであり、女性アイドルグループSTU48及び派生ユニットCharming Tripのメンバー。
広島県安芸郡熊野町出身。TWIN PLANET所属。

## 略歴
2017年
- 3月19日、 STU48第1期生オーディションの最終審査に合格[注釈 1][7]。
- 5月3日、広島市で行われた「ひろしまフラワーフェスティバル」にてSTU48メンバーとしてお披露目された[8]。
- 9月24日開催の「AKB48グループ ユニットじゃんけん大会2017〜絆は拳から生まれる!〜」に門脇実優菜、石田みなみとの3人ユニット「門石石（かどいしいし）」として出場し、3回戦まで進出した[9]。

2018年
- 6月16日にナゴヤドームで開票された「AKB48 53rdシングル 世界選抜総選挙」では14,537票を集め、99位にランクインした[10]。
- 10月25日、STU48内の「女子旅」をテーマとするユニット「Charming Trip」のリーダーとして”課外活動”と題したユニット活動を開始[11]。

2019年
- 9月18日に発売されたAKB48の56thシングル「サステナブル」で、初めてAKB48のシングル表題曲選抜メンバーに選出された[12][13][14]。

2020年
- 1月24日、TOKYO DOME CITY HALLで自身初のソロコンサート「STU48石田千穂ソロコンサート～いえっ！に帰るまでがちほコンです。～」を開催した[13][14][15][16][17]。
- 3月13日から4週に渡り、Huluにて初の冠番組「STU48石田千穂のはたらく石田千穂」が配信された[18]。
- 7月7日、劇場船STU48号にて開催されたソロ公演「ちほは修行中～石田千穂生誕祭～」において、芸能事務所TWIN PLANETの女優・俳優部署「WILD PLANET」への移籍を報告した[5][6]。
- 10月18日放送の「STU48イ申テレビ 緊急企画 ファンが 決めちゃうユニット発表SP」（ファミリー劇場CLUB）内で開票された「ファンが決めちゃうSTU48 6thシングルカップリングユニット」で2位となり、メンバー入りを果たした[19]。
- 12月2日、1st写真集『檸檬の季節』を発売した[13][14][20][21]。

2021年
- 2月17日に発売されたSTU48の6thシングル「独り言で語るくらいなら」で、初めてシングル表題曲のセンターに選出された[22]。
- 4月5日、STU48の公式サイトで活動休止を発表[23][24]。
- 6月29日、STU48の公式サイトで活動を再開することを発表[25]。7月2日に自身のツイッターを更新し、同日からの活動再開を報告[26][27]。

2022年
- 5月8日、4ヶ月遅れでSTU48による「成人奉告祭」が広島護国神社にて行われ、新成人を迎えたメンバーとして出席した[28]。

2024年
- 10月25日、2nd写真集『太陽って何色？』を発売[29]。

## 人物
実家は山の中で、広島市内に行くのもそこそこ遠い。幼少期よりモデル活動をしており、将来はアイドルになることを志望していた。アイドルになりたいと思った直接の切っ掛けは、AKB48の広島グリーンアリーナでの全国握手会に行ったこと。「こんなキラキラした女の子に私もなりたい！」と思ったという。憧れは柏木由紀。
アクターズスクール広島（ASH）の出身（2012年26期生）。ASH所属後すぐの2012年にはフェアリーズの妹分「Fairies NEXT」オーディションでグランプリを獲得した。当時から「ASHの眠れる大器」と言われており、出版関係者から「石田は最近には珍しいゴリゴリの“ザ・アイドル”。かつての渡辺麻友を超える王道アイドルになれるポテンシャルがある」と評価される。自身も「最強のアイドルを目指したい」と話している。ASHでは石野理子（赤い公園）、段原瑠々（Juice=Juice）、植木美心（元ザ・コインロッカーズ）らとスクール内ユニットを組んだことがある。
好きな食べ物は牡蠣、穴子、卵焼き。趣味は映画鑑賞、卵焼き作り。瀬戸内のオススメとして旅行の友（ふりかけ）と、むさしの若鶏むすび弁当、はっさく大福を挙げている。
なお、同期で2024年4月6日にSTU48を卒業した同姓の石田みなみとの血縁関係はない。

## STU48での参加楽曲

### シングル選抜楽曲
STU48名義
- 暗闇
  - STU48
  - 非全力
- 風を待つ
  - 出航
  - 夢力 - 「CGB41」名義
  - 原点 - 「21世紀生誕メンバー」名義
- 大好きな人
  - 恋は仮病中 - 「Charming Trip」名義
- 無謀な夢は覚めることがない
  - 奇跡という名のストーリー
- 思い出せる恋をしよう（1期生・ドラフト3期生歌唱ver.）
  - あの日から僕は変わった
  - 短日植物 - 「ふうちほ」（薮下楓とのユニット）名義
- 独り言で語るくらいなら（センター）
  - サングラスデイズ - 「1期生&ドラフト3期生」名義
  - 僕はこの海を眺めてる - 「瀬戸内PR部隊」名義
- ヘタレたちよ
  - 後悔なんかあるわけない
- 花は誰のもの?（トライアングルセンター）
  - Sure、じゃあね
- 息をする心（センター）
  - 笑顔のチャンス - 「瀬戸内PR部隊 Season2」名義（センター）
  - 花は誰のもの? - From THE FIRST TAKE
- 君は何を後悔するのか?
  - 雨とか涙とか
- 地平線を見ているか?
  - 真冬のプール
  - 鬼ごっこ

AKB48名義
- 「11月のアンクレット」に収録
  - 思い出せてよかった - 「STU48」名義
- 「ジャーバージャ」に収録
  - ペダルと車輪と来た道と - 「STU48」名義
- 「センチメンタルトレイン」に収録
  - 波が伝えるもの - 「第10回世界選抜総選挙記念枠」名義
  - “好き”のたね - 「SHOWROOM選抜」名義
- 「NO WAY MAN」に収録
  - 最強ツインテール - 「U-16選抜2018」名義
- 「ジワるDAYS」に収録
  - 屋上から叫ぶ - 「Sucheese」名義
- サステナブル
- 「失恋、ありがとう」に収録
  - 思い出マイフレンド - 「1st Campus」名義
  - 愛する人

### アルバム選抜楽曲
『懐かしい明日』に収録
- 愛の重さ
- 花は誰のもの? 合唱Ver. STU48 feat. 島谷ひとみ

### 配信限定楽曲
- 思い出せる恋をしよう（Mix ver.）

### その他の参加楽曲
- 桜の花びらたち 2020〜STU48&広島交響楽団〜

## コンサート
- STU48 石田千穂ソロコンサート～いえっ！に帰るまでがちほコンです。～（2020年1月24日、TOKYO DOME CITY HALL）[15]
- STU48 石田千穂ソロコンサート #ちほコン（2024年10月13日・14日、Mixalive TOKYO Club mixa）[45]

## 出演

### テレビ番組
- テレビ派（2023年4月3日 - 、広島テレビ放送） - 月曜日レギュラーコーナー「石田千穂のそんなに食べた方がいいんならウチが食べてあげるの旅」[46]

### 配信番組
- STU48石田千穂のはたらく石田千穂（2020年3月13日 - 4月3日、Hulu、毎週金曜日に一話配信） - 冠番組[18]
- モデルプレスカウントダウン（2021年11月26日 - 、AbemaTV ABEMA SPECIAL2チャンネル） - コーナーレギュラー[47]
- せとうちほんぬごはん（2022年8月12日 - 、cookpadLive ※2023年9月28日よりサービス名がNATSLIVEに変更）[48]

#### 配信ドラマ
- IDOLS〜美しきインフェルノ〜（2024年7月27日 - 8月17日、全4話、YouTube THE PRIME MOMENT） - 石田千穂 役[49]

### 舞台
- READPIA × STU48 オリジナル朗読劇「静かな時の上の方」（2022年3月5日 - 6日、ところざわサクラタウン ジャパンパビリオン ホールA）[50][51]
- 舞台「パレード」（2022年7月16日 - 24日、新国立劇場 小劇場） - 大垣内琴美 役[52][53]
- 七人のおたく cult seven THE STAGE（2023年3月4日 - 12日、紀伊國屋サザンシアター / 3月18日 - 19日、サンケイホールブリーゼ） - ティナ 役[54]
- IDOLS〜夢のシークエンス〜（2023年8月25日 - 26日、品川インターシティホール） - 石田千穂 / ミソラ 役[55]
- 舞台「転生したらスライムだった件」-魔王来襲編&人魔交流編-（2024年7月25日 - 28日、天王洲 銀河劇場 / 8月2日・3日、サンケイホールブリーゼ） - シュナ 役 [56]

### 映画
- コーヒーはホワイトで（2024年2月16日、AMGエンタテインメント） - 坂井優奈 役[57][58]

### ラジオ
- STU48 瀧野由美子・石田千穂の独りで語るくらいなら（2021年2月17日 - 3月10日、AuDee）[59]
- IDOLSのオールナイトニッポンX（2023年6月22日、ニッポン放送）[60]
- オレたちゴチャ・まぜっ!〜集まれヤンヤン〜（2025年4月20日 - 、MBSラジオ） - ヤンヤンガールズ17期生

### CM
- アサヒグループ食品 クリーム玄米ブラン「CGB41」篇（2018年4月14日 - ） - 抹茶のブラウニー（CGB41） 役[61]
- 博報堂DYグループ 「AaaS（Advertising as a Service） for startup 」- デジタル動画広告（2022年6月1日 - ）[62]

### イベント
- 真っ白なアトリエ vol.14（2022年2月17日、Spotify O-WEST） - ゲスト（「石田千穂 from STU48」名義）[63]
- CREATEs presents IDOL RUNWAY COLLECTION 2025 Supported by TGC（2025年3月2日、国立代々木競技場 第一体育館）[64]

## 写真集
- 檸檬の季節（2020年12月2日、講談社）[65]
- 太陽って何色?（2024年10月25日、秋田書店）[66]